# ノンスモーキン
ノンスモーキンは、かつて吉本興業東京本社（東京吉本、厳密には子会社のよしもとクリエイティブ・エージェンシー）で活動していた菊池大助と中尾伸吾によるお笑いコンビ。1999年1月結成。2015年8月15日解散。

## メンバー
中尾 伸吾（なかお しんご、1979年5月13日 - ） ツッコミ担当。立ち位置は左。
- 千葉県出身。身長178cm、体重49kg、血液型B型
- 髪の色は金髪だったが、2008年秋から黒髪になった（先輩芸人から金髪である必要性を問われ、周りの芸人にアンケートを取ったところ金髪と黒髪の意見がきれいに半々に分かれたので、「半々ならいってやれ」という気持ちで4 - 5年続けていた金髪をやめて黒髪にした）。
- 非常に痩せていて、それゆえ少食なので太れないことに悩んでいる。
- 本人曰く短気であり、キレると声がどんどん大きくなる。
- 病弱で365日中200日は風邪をひいているらしい。風邪をひきすぎるという理由で相方と喧嘩になった事がある。
- 2011年秋には体重が50kgを下回り、「俺このままだと消滅するんじゃない?」と言っていた。

菊池 大助（きくち だいすけ、1977年12月10日 - ） ボケ担当。立ち位置は右。
- 新潟県佐渡島出身。身長176cm、体重63kg、血液型O型
- 明石家さんまに憧れて芸人になる。
- ネタでは白のワイシャツに黒のズボンの服装が多い。また、爽やかな感じだと思い半袖のＴシャツを着ていることも多い。
- 実家は居酒屋であり、菊池自身も調理師専門学校を卒業している。
- ぷよぷよがかなり得意。芸人一の実力の持ち主とも言われている。15連鎖+全消しや最強のコンピューター3人に圧勝することができる。
- 2010年7月から茶髪になった（菊池曰く「若作り」）。最初は茶髪に眼鏡だったが2011年5月には眼鏡を外している。その半年後には、せっかく寺の体験修行に行くのだからという理由で坊主になった。また、2021年、カズクラ2020の企画内罰ゲームで赤髪になった。
- スマートフォンに詳しく、語りだすと止まらない。
- 解散後は「じゃじゃーん菊池」としてUUUMに所属し、YouTubeに動画投稿をしている。内容は主にゲームMinecraft(音符ブロックを使用した音楽作成やサバイバルモード)のプレイ動画である。

## ネタ
- 主にコントを行っていた。ネタには菊池扮するジャンケン大王、あっちむいて大王（王子の場合あり）などが登場するコントがある。それ以外にも「王国」や「お屋敷」など舞台が西洋と思われるネタが多い。
- 漫才では普通の漫才の他に菊池が指を使って何人もの役を演じるネタも行っている。この漫才スタイルで、2008年にM-1グランプリ準決勝進出 を果たした。
- 2008年M-1グランプリ敗者復活戦のエンディングで菊池は何故かコントであるじゃんけん大王の衣装を着て現れた。また、AGE AGE LIVEで予告していた通り、敗者復活戦のネタは「指漫才」であった。
- 大王ネタが23個以上あると言っている。

## 逸話
- 菊池・中尾両人ともNSCには通っておらず（中尾は入学費の問題で入学を断念）、渋谷公園通り劇場のオーディション組で芸人になった。菊池は中尾の3カ月前に先に劇場に入っていた。NSC的には菊池は東京NSC3期扱い、中尾は4期の合格書をもっている。
- お互いピン芸人として活動していたが、一人で苦しんでおり、二人で手伝いの合間に軽いノリで始めたショートコントがつまらなかったコトで盛り上がり、二人でやる楽しさを感じたのがコンビを組んだきっかけ。どちらからコンビを組もうと言ったかは定かではない。
- コンビ名の由来は、命名者であるよしもとの社員がその当時禁煙中だったため。二人とも喫煙者。二人とも何度か禁煙に失敗している。
- 現在菊池は禁煙に成功しており、喫煙者は中尾のみ。中尾が禁煙に成功した暁には「本物のノンスモーキンになりました」とそのスタッフに菓子折りを持って報告に行こう、と話している。
- 同期は犬の心、ザ・パンチ、ハイキングウォーキング（菊池と松田・中尾とQ太郎が同期。お互い一緒に住んでいた時期があった）、サカイスト、どりあんずなど。
- 2007年8月31日に放送された爆笑オンエアバトルでは、本来377KBの6位でオフエアだったが、同じ回で出場したキングオブコメディ（417KBで3位）が番組収録後に活動自粛中となったため、繰上げ5位でオンエアされた。このおかげで番組終了まで無敗を続けた。[注釈 1]
- また、2008年4月17日の放送でハマカーンが番組側のミスで審査対象外になった時にも出場しており、当番組で3組しかいない「9組計量」を2度行っているグループでもある（もう2組はダイアンとピースで、両方とも2005年6月4日にどーよがタイムオーバーで失格になった時と上記キングオブコメディが活動自粛となった時である）。
- 『ランキンの楽園』で行われた「芸人のオカンが選ぶブレイク寸前の若手芸人ランキング」で2位。（1位は藤崎マーケット）
- 菊池はカナリアの単独ライブの繋ぎで「だるま大王に挑戦する」としてだるま落としを行い、見事に一発で成功した。
- 2009年1月1日のAGEAGELIVEでは中尾がじゃんけん大王を演じた。
- 2015年8月15日、中尾と菊池それぞれのTwitterにて、コンビを解散し両者共に芸人を引退する事を発表した。

## 出演番組
- 爆笑オンエアバトル（NHK総合）戦績9勝0敗 最高505KB
  - 第12回チャンピオン大会 ファーストステージ9位敗退
- オンバト+（NHK総合）戦績0勝1敗 最高341KB
- 爆笑レッドカーペット（フジテレビ） キャッチコピーは「イライラ注意報」。

2008年8月13日、初出演ながらレッドカーペット賞を受賞。
- 森田一義アワー 笑っていいとも!（フジテレビ）「金のたまごクラブ」
- 爆笑ピンクカーペット（フジテレビ） キャッチコピーは「イライラ注意報」
- ランキンの楽園（毎日放送）
- キャナガワ（テレビ神奈川）
- ニューカマーズ（フジテレビ、2008年8月12日）
- ぐるぐるナインティナイン（日本テレビ）「おもしろ荘」
- 出張!レッドカーペット（フジテレビ、2008年8月11日） キャッチコピーは「イライラ注意報」

ラフ・コントロール、サイクロンZと共に爆笑レッドカーペット出演権を獲得した。
- SUPER SURPRISE（日本テレビ、2009年6月12日）
- ロンドンハーツ（テレビ朝日、2009年12月22日）
- エンタの天使（日本テレビ） キャッチコピーは「お茶目なずるっこ大王」。
- お笑いさぁ〜ん（日本テレビ、2010年5月17日）「おつなぎさぁ〜ん」
- 雨上がり決死隊のトーク番組アメトーーク!（テレビ朝日、2011年3月31日）「ド田舎芸人」菊池のみ
- 雨上がり決死隊のトーク番組アメトーーク!（テレビ朝日）「ガリガリ芸人」中尾のみ

## DVD
- ルミネtheよしもと〜業界イチの青田買い 2009冬〜
- カーテン

## 出演舞台
- 神保町花月公演
  - 恋のシナリオ相談します (2007年8月4日～8月10日)
  - カーテン（2008年2月19日～2月24日）
  - オスメス（2009年9月30日～10月5日）
- その他公演
  - 「愛の賛歌2009〜その男の愛を見て僕の愛は嘘臭くなる〜」2009年3月23日～3月25日（新宿シアターサンモール）※主演